# Kappa Akwarydy
kappa Akwarydy (KAQ) – rój meteorów o radiancie w gwiazdozbiorze Wodnika aktywny od 8 do 30 września, maksimum przypada na 20 września. Jego aktywność jest określana jako niska, obfitość wynosi 3 meteory/h. Prędkość meteorów tego roju w atmosferze jest bardzo mała – 16 km/s.